# Death on the Road
| 전문가 평가            | 전문가 평가 |
| 평가 점수              | 평가 점수   |
| 출처                   | 점수        |
| ---------------------- | ----------- |
| AllMusic               | [ 1 ]       |
| Classic Rock (DVD)     | 9/10        |
| Guitarist (DVD)        | [ 3 ]       |
| Kerrang!               | 4/5         |
| Kerrang! (DVD)         | 5/5         |
| Q (DVD)                | [ 4 ]       |
| Record Collector (DVD) | [ 5 ]       |
| Terrorizer             | 7/10        |

《Death on the Road》는 2005년 8월 29일, 영국의 헤비 메탈 밴드 아이언 메이든이 CD와 바이닐로, 2006년 2월 6일 DVD로 발매한 라이브 음반이다. 이 음반은 2003년 11월 24일, 독일 도르트문트의 웨스트팔렌할렌에서 Dance of Death World Tour 중 녹음되었다.
이 음반은 핀란드 (5위), 스웨덴(7위), 노르웨이 (12위), 프랑스 (14위), 이탈리아 (17위), 스위스 (17위), 스페인 (18위), 영국 (22위), 아일랜드 (27위), 네덜란드 (39위), 인도 (29위) 등 여러 국가의 국가 차트에서 좋은 성적을 거두었다.

## 배경
이 비디오는 5.1 디지털 오디오와 스테레오의 콘서트 장면을 나타내는 3개의 DVD 세트와 함께 공개되었으며, 마지막 두 개는 다큐멘터리, 〈Wildest Dreams〉와 〈Rainmaker〉의 홍보 비디오를 포함한 특수 기능을 포함하고 있다.
매튜 아모스 감독이 연출한 70분짜리 다큐멘터리는 런던의 삼 웨스트 스튜디오에서 《Dance of Death》 음반을 녹음하는 장면과 대부분의 로드 스태프들과의 인터뷰를 포함한 다음 투어를 위한 후속 준비 과정을 보여준다. 제작진 및 팬들과의 추가 인터뷰와 연장 인터뷰(런던 얼스 코트에서 녹음)도 개별 영화로 포함되었는데, 이 영화는 《라이프 온 더 로드》와 《더 팬》이라는 제목이었다. 이 다큐멘터리는 녹음실에서 밴드의 첫 번째 공개된 장면을 담고 있다.
2006년 DVD 오리지널 발매 이후, 밴드는 스테레오 디스크의 재생 문제에 대해 몇몇 팬들이 불평했다는 것을 언급했고, 그 문제를 조사할 것이라고 말했다. 일주일 후, DVD의 미국 발매일이 2006년 2월 21일에서 2007년 1월 30일로 연기되었다.
그 커버는 멜빈 그랜트가 디자인했다.
이 발매의 〈Fear of the Dark〉 버전은 나중에 《Edward the Great》 2005년 재발매에 포함되었다.

## 곡 목록
| #  | 제목                        | 작사·작곡                      | 오리지널 발매                             | 재생 시간 |
| -- | --------------------------- | ------------------------------ | ----------------------------------------- | --------- |
| 1. | 〈Wildest Dreams〉          | 아드리안 스미스, 스티브 해리스 | 《Dance of Death》 (2003년)               | 4:52      |
| 2. | 〈Wrathchild〉              | 해리스                         | 《Killers》 (1981년)                      | 2:49      |
| 3. | 〈Can I Play with Madness〉 | 스미스, 브루스 디킨슨, 해리스  | 《Seventh Son of a Seventh Son》 (1988년) | 3:30      |
| 4. | 〈The Trooper〉             | 해리스                         | 《Piece of Mind》 (1983년)                | 4:12      |
| 5. | 〈Dance of Death〉          | 야닉 거스, 해리스              | 《Dance of Death》 (2003년)               | 9:23      |
| 6. | 〈Rainmaker〉               | 데이브 머레이, 해리스, 디킨슨  | 《Dance of Death》 (2003년)               | 4:02      |
| 7. | 〈Brave New World〉         | 머레이, 해리스, 디킨슨         | 《Brave New World》 (2000년)              | 6:10      |
| 8. | 〈Paschendale〉             | 스미스, 해리스                 | 《Dance of Death》 (2003년)               | 10:18     |
| 9. | 〈Lord of the Flies〉       | 해리스, 거스                   | 《The X Factor》 (1995년)                 | 5:04      |

| #  | 제목                        | 작사·작곡              | 오리지널 발매                        | 재생 시간 |
| -- | --------------------------- | ---------------------- | ------------------------------------ | --------- |
| 1. | 〈No More Lies〉            | 해리스                 | 《Dance of Death》 (2003년)          | 7:50      |
| 2. | 〈Hallowed Be Thy Name〉    | 해리스                 | 《The Number of the Beast》 (1982년) | 7:32      |
| 3. | 〈Fear of the Dark〉        | 해리스                 | 《Fear of the Dark》 (1992년)        | 7:28      |
| 4. | 〈Iron Maiden〉             | 해리스                 | 《Iron Maiden》 (1980년)             | 4:50      |
| 5. | 〈Journeyman〉              | 스미스, 해리스, 디킨슨 | 《Dance of Death》 (2003년)          | 7:03      |
| 6. | 〈The Number of the Beast〉 | 해리스                 | 《The Number of the Beast》 (1982년) | 4:58      |
| 7. | 〈Run to the Hills〉        | 해리스                 | 《The Number of the Beast》 (1982년) | 4:24      |

## 인증

### 음반
| 국가                                                  | 인증 | 판매량/출하량 |
| ----------------------------------------------------- | ---- | ------------- |
| 영국 (BPI)                                            | 실버 | 60,000^       |
| *판매량을 기반으로 한 인증 ^출하량을 기반으로 한 인증 |      |               |

### 비디오
| 국가                                                  | 인증 | 판매량/출하량 |
| ----------------------------------------------------- | ---- | ------------- |
| 오스트레일리아 (ARIA)                                 | 골드 | 7,500^        |
| 핀란드 (Musiikkituottajat)                            | 골드 | 8,676         |
| 프랑스 (SNEP)                                         | 골드 | 10,000*       |
| *판매량을 기반으로 한 인증 ^출하량을 기반으로 한 인증 |      |               |